# Davis Cup 1920
Davis Cup 1920 beschrijft de 15e editie van het toernooi om de Davis Cup, het meest prestigieuze tennistoernooi voor landen dat sinds 1900 elk jaar wordt gehouden.
De Verenigde Staten won voor de 4e keer de Davis Cup (destijds nog de International Lawn Tennis Challenge genoemd) door in de finale Australië met 5-0 te verslaan.
Nederland debuteerde dit jaar en miste sindsdien enkel de edities van 1921 en 1922. België ontbrak dit jaar, maar was actief in alle volgende edities.

## Finale
Australië -  Verenigde Staten0-5 (Auckland, Nieuw-Zeeland, 8-11 oktober)

## Uitdagingstoernooi
|  | kwartfinale          | kwartfinale      |                     |     | halve finale | halve finale |  |  | finale 16-19 juli | finale 16-19 juli |
|  |                      |                  |                     |     |              |              |  |  |                   |                   |
|  |                      |                  |                     |     |              |              |  |  |                   |                   |
|  | Engeland             |                  |                     |     |              |              |  |  |                   |                   |
|  |                      |                  |                     |     |              |              |  |  |                   |                   |
|  | Verenigde Staten     | 3                |                     |     |              |              |  |  |                   |                   |
|  | Verenigde Staten     | 3                |                     |     |              |              |  |  |                   |                   |
|  | Frankrijk            | 0                |                     |     |              |              |  |  |                   |                   |
|  | Frankrijk            | 0                | Verenigd Koninkrijk | 0   |              |              |  |  |                   |                   |
|  |                      |                  | Verenigd Koninkrijk | 0   |              |              |  |  |                   |                   |
|  |                      | Verenigde Staten | 5                   |     |              |              |  |  |                   |                   |
|  | Verenigd Koninkrijk  | Verenigde Staten | 5                   |     |              |              |  |  |                   |                   |
|  |                      |                  |                     |     |              |              |  |  |                   |                   |
|  | bye                  |                  |                     |     |              |              |  |  |                   |                   |
|  | Verenigde Staten     | w/o              |                     |     |              |              |  |  |                   |                   |
|  | Verenigde Staten     | w/o              |                     |     |              |              |  |  |                   |                   |
|  |                      | Nederland        |                     |     |              |              |  |  |                   |                   |
|  | Nederland            | 3                |                     |     |              |              |  |  |                   |                   |
|  | Nederland            | 3                |                     |     |              |              |  |  |                   |                   |
|  | Unie van Zuid-Afrika | 2                |                     |     |              |              |  |  |                   |                   |
|  | Unie van Zuid-Afrika | 2                | Nederland           | w/o |              |              |  |  |                   |                   |
|  |                      |                  | Nederland           | w/o |              |              |  |  |                   |                   |
|  |                      | Canada           |                     |     |              |              |  |  |                   |                   |
|  | Canada               |                  |                     |     |              |              |  |  |                   |                   |
|  |                      |                  |                     |     |              |              |  |  |                   |                   |
|  | bye                  |                  |                     |     |              |              |  |  |                   |                   |
|  |                      |                  |                     |     |              |              |  |  |                   |                   |

## Nederland
Nederland speelt in de wereldgroep.
| datum      | tegenstander         | uitslag | locatie     | groep  | ronde        | winst/verlies |
| ---------- | -------------------- | ------- | ----------- | ------ | ------------ | ------------- |
| 01-09-1920 | Verenigde Staten     |         | Nederland ^ | WG udt | finale       |               |
| 01-08-1920 | Canada ^             |         |             | WG udt | halve finale |               |
| 13-06-1920 | Unie van Zuid-Afrika | 3-2     | thuis       | WG udt | 1e ronde     | w             |

^ = trok zich terug
Nederland bereikte de finale van het uitdagerstoernooi. De spelers waren Christiaan van Lennep en Arthur Diemer Kool. Winst tegen de Verenigde Staten zou hebben geleid tot een finale tegen de Britse Eilanden. Nederland trok zich echter terug voor deze wedstrijd.
| niveau 1 | niveau 2 | niveau 3 | niveau 4 | niveau 5 |

Algemeen · Opzet · Finales · Winnaars 
 België ·  Nederland ·  Aruba ·  Nederlandse Antillen 

1900 · 1901 · 1902 · 1903 · 1904 · 1905 · 1906 · 1907 · 1908 · 1909 · 1910 · 1911 · 1912 · 1913 · 1914 · 1915 · 1916 · 1917 · 1918 · 1919 · 1920 · 1921 · 1922 · 1923 · 1924 · 1925 · 1926 · 1927 · 1928 · 1929 · 1930 · 1931 · 1932 · 1933 · 1934 · 1935 · 1936 · 1937 · 1938 · 1939 · 1940 · 1941 · 1942 · 1943 · 1944 · 1945 · 1946 · 1947 · 1948 · 1949 · 1950 · 1951 · 1952 · 1953 · 1954 · 1955 · 1956 · 1957 · 1958 · 1959 · 1960 · 1961 · 1962 · 1963 · 1964 · 1965 · 1966 · 1967 · 1968 · 1969 · 1970 · 1971 · 1972 · 1973 · 1974 · 1975 · 1976 · 1977 · 1978 · 1979 · 1980 · 1981 · 1982 · 1983 · 1984 · 1985 · 1986 · 1987 · 1988 · 1989 · 1990 · 1991 · 1992 · 1993 · 1994 · 1995 · 1996 · 1997 · 1998 · 1999 · 2000 · 2001 · 2002 · 2003 · 2004 · 2005 · 2006 · 2007 · 2008 · 2009 · 2010 · 2011 · 2012 · 2013 · 2014 · 2015 · 2016 · 2017 · 2018 · 2019 · 2020-2021 · 2022 · 2023 · 2024 · 2025